# Pastor Micha Ondo Bile
Pastor Micha Ondo Bile (* 1952 in Nsinik Sawong) ist ein Politiker aus Äquatorialguinea.

## Biografie
Ondo Bile studierte Erdölingenieurwissenschaften in der Ukraine und schloss dieses zunächst mit einem Bachelor und dann 1982 mit einem Master ab. Nach seiner Rückkehr nach Äquatorialguinea trat er in den Diplomatischen Dienst und stieg später zum Botschafter in Spanien und dann in den USA auf. Zuletzt war er Ständiger Vertreter seines Heimatlandes bei den Vereinten Nationen in New York.
Am 11. Februar 2003 wurde er zum Minister für Auswärtige Angelegenheiten, Internationale Zusammenarbeit und Frankophonie in der Regierung von Cándido Muatetema Rivas ernannt und behielt dieses Amt auch in den nachfolgenden Regierungen bis 2012. Ondo Bile ist Mitglied der früheren Einheitspartei PDGE.
Nach einem China-Afrika-Gipfel im November 2006 hatte China afrikanischen Staaten weitere Milliardengeschenke gemacht. Außenminister Li Zhaoxing versprach während seiner Afrikareise Anfang Januar 2007 Äquatorialguinea einen Erlass von 75 Millionen Dollar Schulden. Ondo Bile lobte daraufhin die „außerordentlich guten Beziehungen“ zu China. Auf Einladung des Afrika-Vereins der deutschen Wirtschaft nahm er andererseits am 6. April 2009 in Berlin an einem Wirtschaftsgespräch über sein Heimatland teil und traf dabei auch auf Bundesaußenminister Frank-Walter Steinmeier.